# Ralf Edström
Ralf Edström (Degerfors, 7 oktober 1952) is een Zweeds radioverslaggever en voormalig voetballer. Hij werd twee keer Zweeds, twee keer Nederlands en een keer Frans landskampioen en won ook met clubs in drie verschillende landen de nationale beker. Edström speelde van 1972 tot met 1980 veertig interlands in het Zweeds voetbalelftal, waarvoor hij vijftien keer scoorde.
Edström won in 1972 en 1974 de Guldbollen voor de beste speler van Zweden.

## Clubcarrière
Edström stroomde door vanuit de jeugd van Degerfors IF, waarna hij in dienst van Åtvidabergs FF debuteerde in het betaald voetbal. Met deze club werd hij in 1972 en 1973 twee keer achter elkaar Zweeds landskampioen. Teamgenoot Roland Sandberg en hij werden in 1972 ook gedeeld topscorer van de Allsvenskan met ieder zestien doelpunten.
Edström verruilde Åtvidabergs in 1973 voor PSV. Hiermee won hij in zijn eerste jaar in Nederland de KNVB beker. Hij maakte in de met 6-0 gewonnen finale tegen NAC het vierde doelpunt. In de competitie eindigde hij dat jaar op de vierde plaats met zijn ploeggenoten. Edström werd in de seizoenen 1974/75 en 1975/76 ook met PSV twee keer landskampioen. Hij droeg hier aan bij met 31 doelpunten, waar zijn aanvalspartner Willy van der Kuijlen er in die twee jaar 55 aan toevoegde. In de vier jaar dat ze een koppel vormden bij PSV, maakten ze samen 131 competitiedoelpunten. Edström won in 1975/76 ook voor de tweede keer de KNVB beker met PSV. Deze keer maakte hij het enige doelpunt in de finale, tegen Roda JC.
Edström speelde vier jaar voor PSV, maar kon na een blessure in de laatste twee niet meer zijn niveau van daarvoor halen. Hij keerde terug naar Zweden, waar hij nu voor IFK Göteborg ging spelen. Hiermee werd hij achtereenvolgens zesde, derde en tweede in de Allsvenskan. Hij won in zijn derde jaar bij de club de Beker van Zweden, dankzij een 6-1 overwinning op zijn oude club Åtvidabergs in de finale.
Edströms tweede club buiten zijn geboorteland werd Standard Luik, in 1979. Daarmee eindigde hij als tweede en daarna als derde in de Eerste klasse. Hij voegde op 7 juni 1981 een derde verschillende nationale beker aan zijn erelijst toe. Standard en hij wonnen die dag in de finale met 4-0 van KSC Lokeren. Hij maakte zelf de openingstreffer.
Edström toog in 1981 vervolgens naar AS Monaco, de nummer vier van de Franse competitie in het voorgaande seizoen. Hij droeg dat jaar vijftien doelpunten bij aan het vierde landskampioenschap in de clubhistorie, voor hem persoonlijk zijn vijfde in zijn derde land. Het jaar daarna speelde en scoorde hij aanzienlijk minder. Na twee jaar in Monaco keerde hij ditmaal voorgoed terug naar Zweden.
Na het einde van zijn voetballoopbaan werd Edström verslaggever bij Sveriges Radio..

### Clubstatistieken
| Seizoen | Club           | Competitie    | wed. | goals |
| ------- | -------------- | ------------- | ---- | ----- |
| 1971    | Åtvidabergs FF | Allsvenskan   | 22   | 6     |
| 1972    | Åtvidabergs FF | Allsvenskan   | 19   | 16    |
| 1973    | Åtvidabergs FF | Allsvenskan   | 11   | 6     |
| 1973/74 | PSV            | Eredivisie    | 33   | 19    |
| 1974/75 | PSV            | Eredivisie    | 32   | 16    |
| 1975/76 | PSV            | Eredivisie    | 29   | 15    |
| 1976/77 | PSV            | Eredivisie    | 18   | 5     |
| 1977    | IFK Göteborg   | Allsvenskan   | 8    | 4     |
| 1978    | IFK Göteborg   | Allsvenskan   | 17   | 6     |
| 1979    | IFK Göteborg   | Allsvenskan   | 12   | 4     |
| 1979/80 | Standard Luik  | Eerste klasse | 31   | 18    |
| 1980/81 | Standard Luik  | Eerste klasse | 20   | 9     |
| 1981/82 | AS Monaco      | Division 1    | 35   | 15    |
| 1982/83 | AS Monaco      | Division 1    | 14   | 1     |
| 1983    | Örgryte IS     | Allsvenskan   | 0    | 0     |
| 1984    | Örgryte IS     | Allsvenskan   | 0    | 0     |
| 1985    | Örgryte IS     | Allsvenskan   | 0    | 0     |

## Interlandloopbaan
Edström kwam veertig keer uit voor het Zweeds voetbalelftal, waarvoor hij vijftien keer scoorde. Hij was met het nationale team actief op het WK 1974 en WK 1978. Hij maakte vier WK-doelpunten, allemaal in 1974.

## Erelijst
| Competitie           |                |                  |                |                |
| Competitie           | Aantal         | Jaren            |                |                |
| Åtvidabergs FF       | Åtvidabergs FF | Åtvidabergs FF   | Åtvidabergs FF | Åtvidabergs FF |
| -------------------- | -------------- | ---------------- | -------------- | -------------- |
| Kampioen Allsvenskan | 2x             | 1972, 1973       |                |                |
| PSV                  |                |                  |                |                |
| Kampioen Eredivisie  | 2x             | 1974/75, 1975/76 |                |                |
| KNVB beker           | 2x             | 1973/74, 1975/76 |                |                |
| IFK Göteborg         |                |                  |                |                |
| Beker van Zweden     | 1x             | 1979             |                |                |
| Standard Luik        |                |                  |                |                |
| Beker van België     | 1x             | 1980/81          |                |                |
| AS Monaco            |                |                  |                |                |
| Kampioen Divison 1   | 1x             | 1981/82          |                |                |